# Johannes Golla
Johannes Golla (født 5. november 1997 i Wiesbaden) er en tysk håndboldspiller, som spiller for Bundesliga-klubben Flensburg-Handewitt og det tyske landshold.
Han repræsenterede Tyskland ved sommer-OL 2020 i Tokyo, hvor de endte på en 6. plads efter at have tabt i kvartfinalen mod Egypten. Siden 2021 har han været anfører for det tyske landshold, hvor han afløste Uwe Gensheimer. I 2024 var han med til at vinde Olympiske sølvmedaljer med det tyske landshold, hvor de tabte til Danmark i finalen.